# Zheng Dazhen
Zheng Dazhen, född 22 september 1959, är en friidrottare från Kina. Han deltog vid olympiska sommarspelen 1984.